# Tangoute
Cet article concerne la langue tangoute. Pour le peuple tangoute, voir Tangoutes.

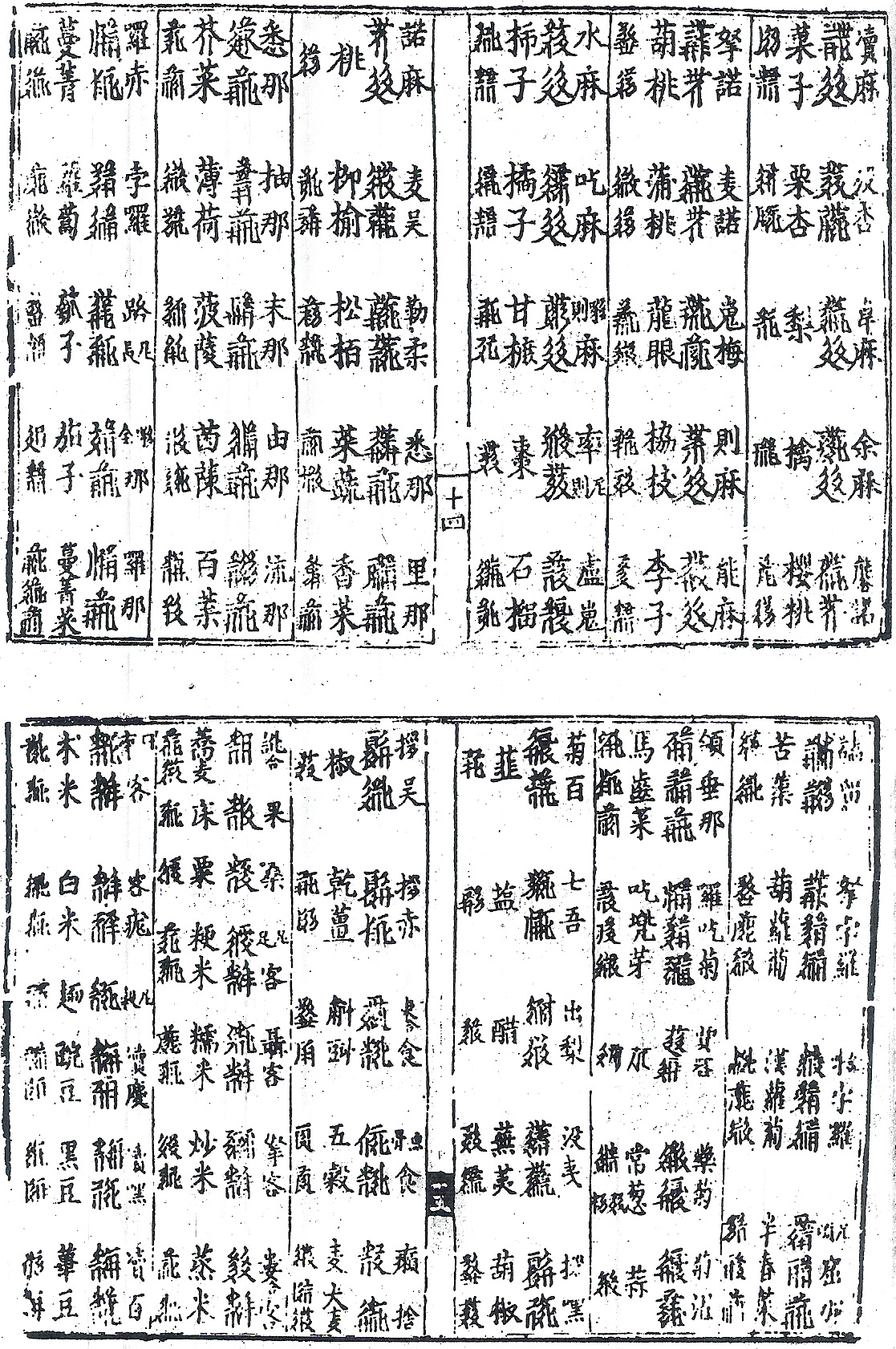
Une page du Fanhan heshi zhangzhongzhu (番汉合时掌中珠)

Le tangoute est une ancienne langue tibéto-birmane. Elle appartient au groupe qianguique, qui n'est que lointainement apparenté au chinois, au tibétain ou au birman, et forme plus précisément un sous-groupe avec les langues de la famille dite horpa. Parmi les langues qianguiques, on trouve notamment le rGyalrong et le qiang. La plus ancienne trace connue à ce jour de cette langue est datée de 1042.

## Historique
Le tangoute est l'ancienne langue officielle du royaume Mi-nyag (aussi connu sous le nom chinois de Xixia 西夏), qui obtint son indépendance des Song au début du XIe siècle et fut anéanti par Gengis Khan en 1227. L'écriture tangoute, que Sofronov (1968) considère comme la plus complexe de toute l'histoire de l'humanité, a été créée par décret de l'empereur Li Yuanhao 李元昊 en 1038. La conception de l'écriture fut confiée à Yeli Renrong 野利仁荣, un érudit proche de la famille impériale. Après la destruction du royaume, l'écriture n'a pas complètement disparu, et a été utilisée au moins jusqu'à la fin du XVe siècle.
La majorité des textes tangoutes ont été excavés à Khara-khoto en 1909 par l'expédition Kozlov, et ces documents sont conservés à présent à Saint-Pétersbourg. En plus du canon bouddhique et des classiques confucéens, un grand nombre de textes originaux composés en tangoute sont parvenus jusqu'à nous.
Le lien de l'écriture avec la prononciation de la langue tangoute est encore plus limité que celui de l'écriture chinoise avec la prononciation des dialectes modernes. Alors qu'en chinois plus de 90 % des caractères comprennent un élément phonétique, cette proportion se limite à 10 % selon Sofronov. La reconstruction de la prononciation tangoute a dû compter sur d'autres sources.
La découverte du Fanhan heshi zhangzhongzhu 番漢合時掌中珠, un glossaire bilingue tangoute-chinois, a permis à Ivanov (1909) et à Laufer (1916) de proposer les premières reconstructions et de commencer l'étude comparative du tangoute. Ce glossaire indique en effet la prononciation de chaque caractère tangoute par un ou plusieurs caractères chinois, et inversement de chaque caractère chinois par un ou plusieurs caractères tangoutes.
La seconde source est le corpus des transcriptions tibétaines du tangoute. Ces données ont été étudiées pour la première fois par Nevsky (1925).
Toutefois, selon Sofronov, ces deux sources ne sont pas fiables par elles-mêmes pour une reconstruction systématique du tangoute. En effet, ces transcriptions n'ont pas été écrites dans l'idée de représenter avec précision la prononciation du tangoute, mais simplement d'aider les étrangers à prononcer et à mémoriser les mots d'une langue qu'ils pouvaient entendre autour d'eux à cette époque.
La troisième source, qui constitue la base de la reconstruction moderne, comprend les dictionnaires tangoutes monolingues : le Wenhai 文海, deux éditions du Tongyin 同音, le Wenhai zalei 文海雜類 et un dictionnaire sans titre. La notation de la prononciation dans ces dictionnaires s'appuie sur le principe du fanqie 反切, emprunté à la tradition lexicographique chinoise. Même si ces dictionnaires diffèrent sur des détails mineurs (par exemple, le Tongyin classe les caractères par attaques syllabiques et par rimes sans tenir compte du ton), ils adoptent tous le même système de 105 rimes. Un certain nombre de rimes sont en distribution complémentaire par rapport au point d'articulation des initiales, comme les rimes 10 et 11 ou les rimes 36 et 37, ce qui montre que les érudits qui ont composé ces dictionnaires ont procédé à une analyse très précise du système phonologique de leur langue. À la différence des transcriptions en langues étrangères, les fanqie tangoutes marquent les distinctions entre les rimes de façon systématique et très précise.
Grâce aux fanqie, nous avons une bonne compréhension des catégories phonologiques de la langue. Toutefois, il est nécessaire de comparer le système phonologique des dictionnaires tangoutes avec les autres sources pour « remplir » la valeur phonétique de ces catégories. 
Exemples d'écriture tangoute : 
Les deux caractères en haut sont nga 1 « 1sg » nja 2 « 2sg » deux suffixes verbaux, et les deux du dessous sont dzji 1 « manger » et wji 1 « faire ».

## Informatique
L'Unicode intègre l'alphabet tangoute à partir de la version 9 (juin 2016).